# 데디
데디(Djedi, Dedi 또는 Djed-Sneferu의 Djedi )는 전설적인 Westcar Papyrus 에 나오는 이야기의 네 번째 장에 등장하는 가상의 고대 이집트 마술사의 이름이다. 그는 왕( 파라오 ) 쿠푸 ( 제4왕조 ) 통치 기간 동안 놀라운 일을 행했다고 전해진다.